# Bryum daenikeri
Bryum daenikeri är en bladmossart som beskrevs av Thériot 1929. Bryum daenikeri ingår i släktet bryummossor, och familjen Bryaceae. Inga underarter finns listade i Catalogue of Life.